# Buró de transporte de Tokio
El Buró de transporte de Tokio (en idioma japonés, 東京都交通局) es la empresa estatal encargada de algunos de los medios de transporte en la Prefectura de Tokio. Opera diversos tipos de medios de transporte (metro, tranvías, bus y monorieles).

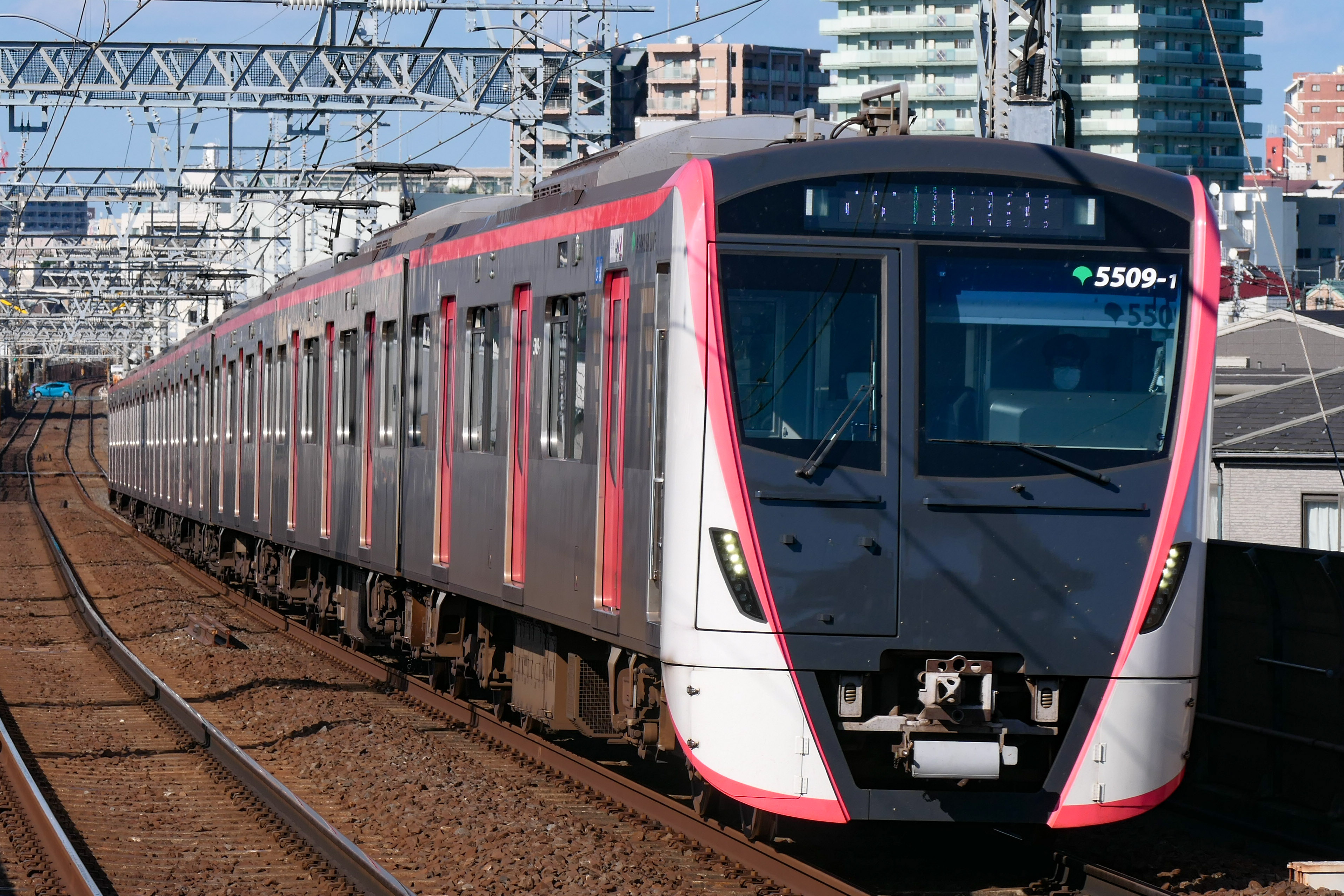
Serie 5500 (Línea Toei Asakusa)

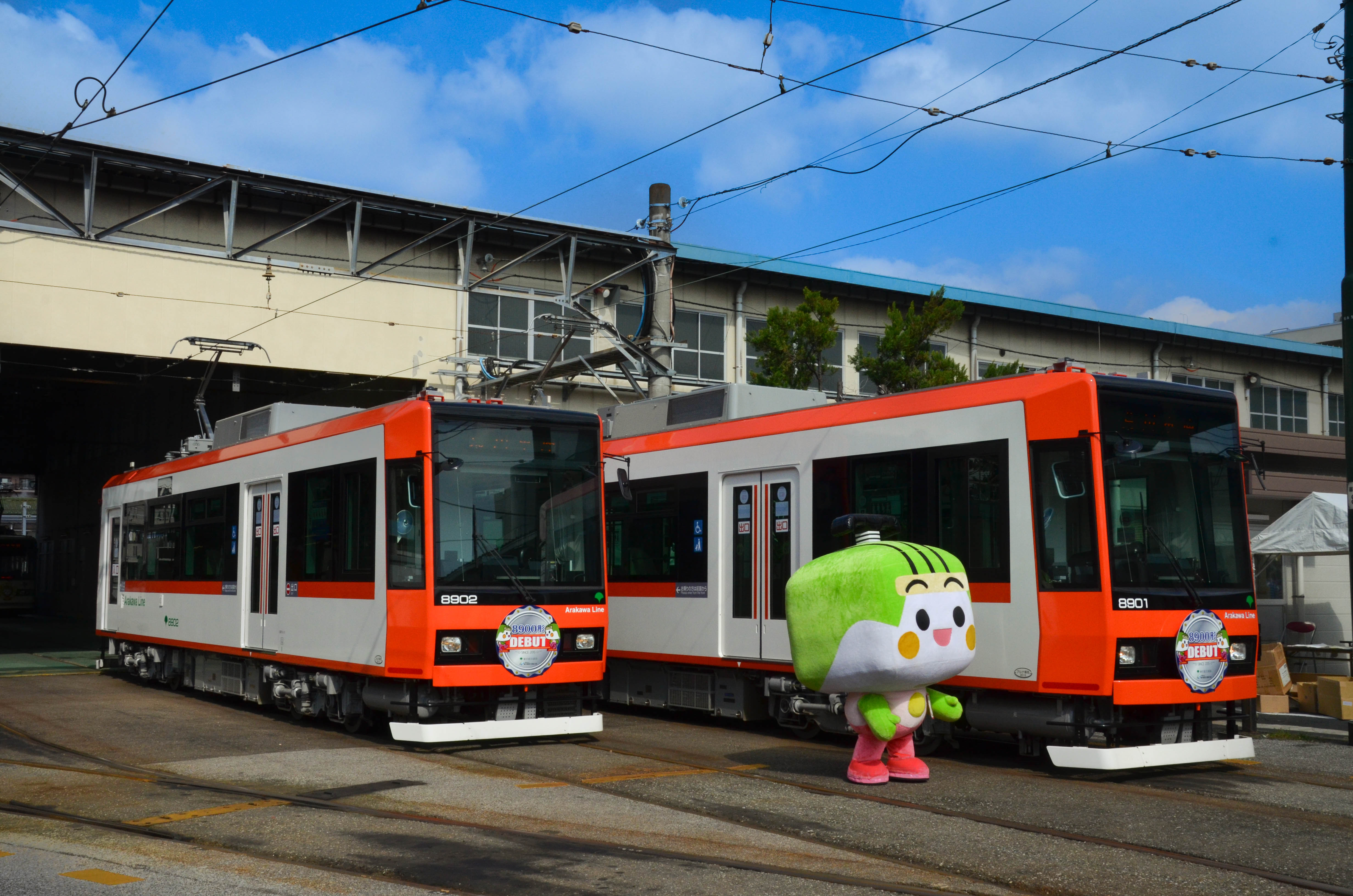
Serie 8900 (Línea Toden Arakawa)

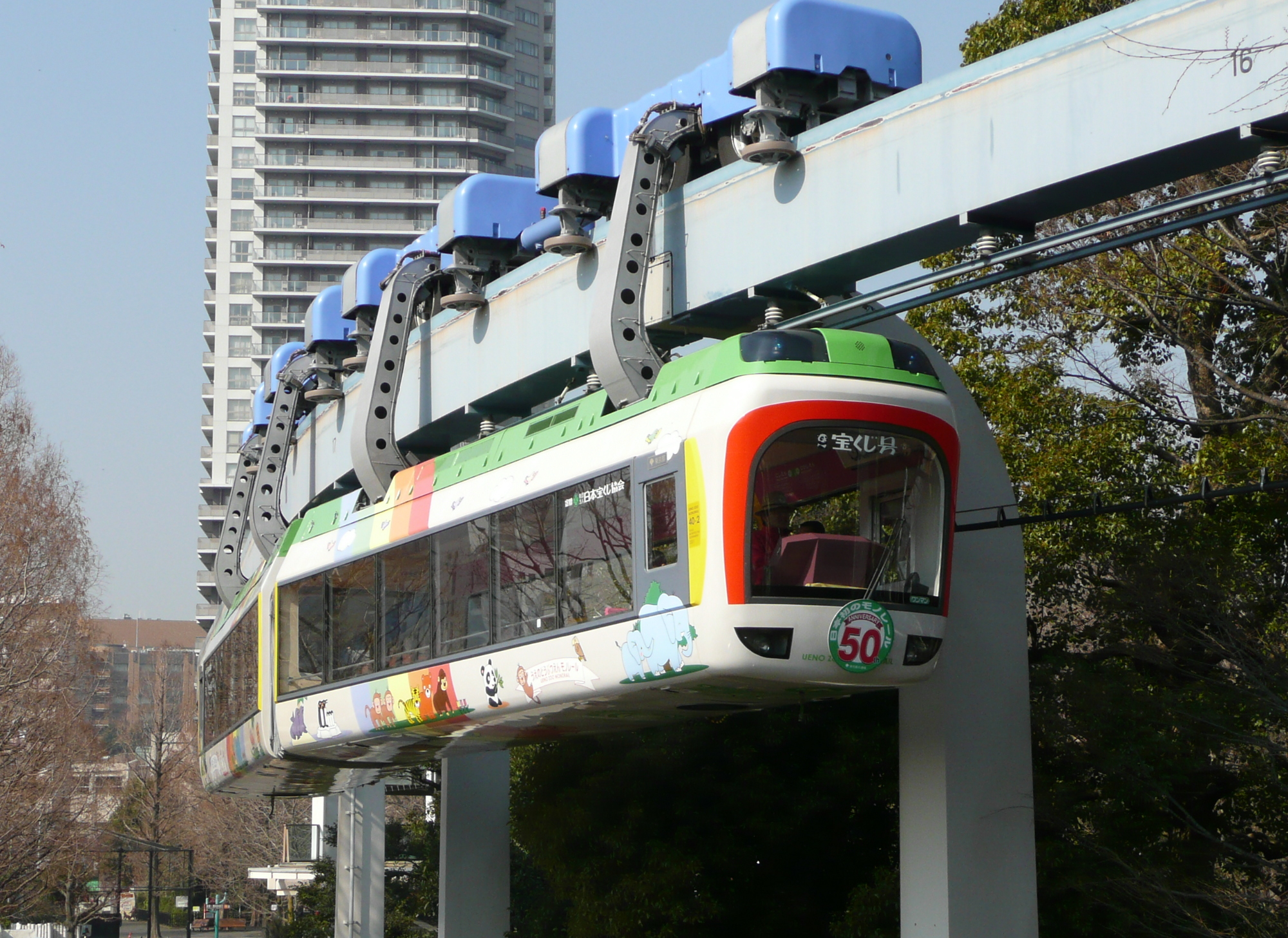
Serie 40 (Monoriel de Ueno)

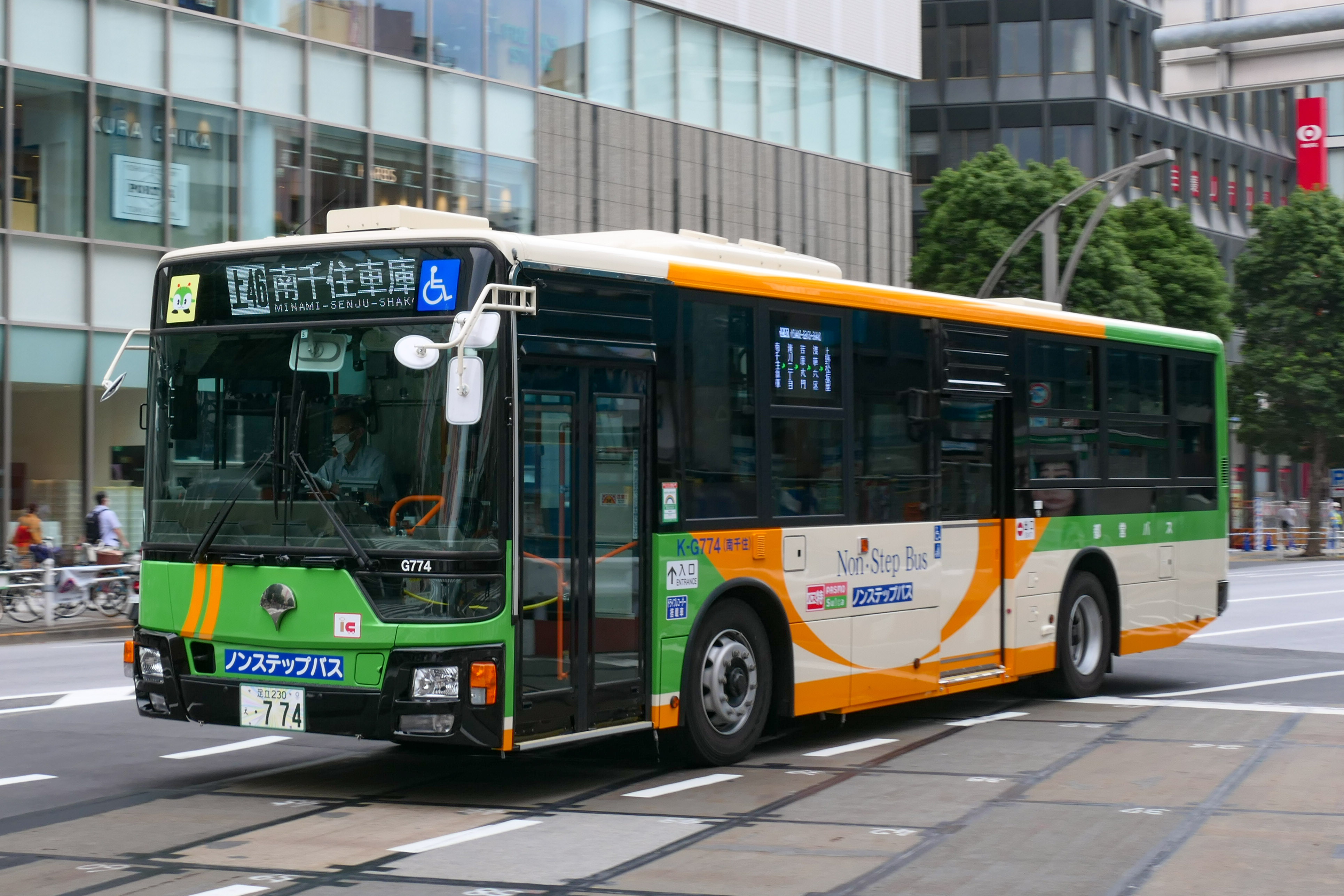
Bus metropolitano

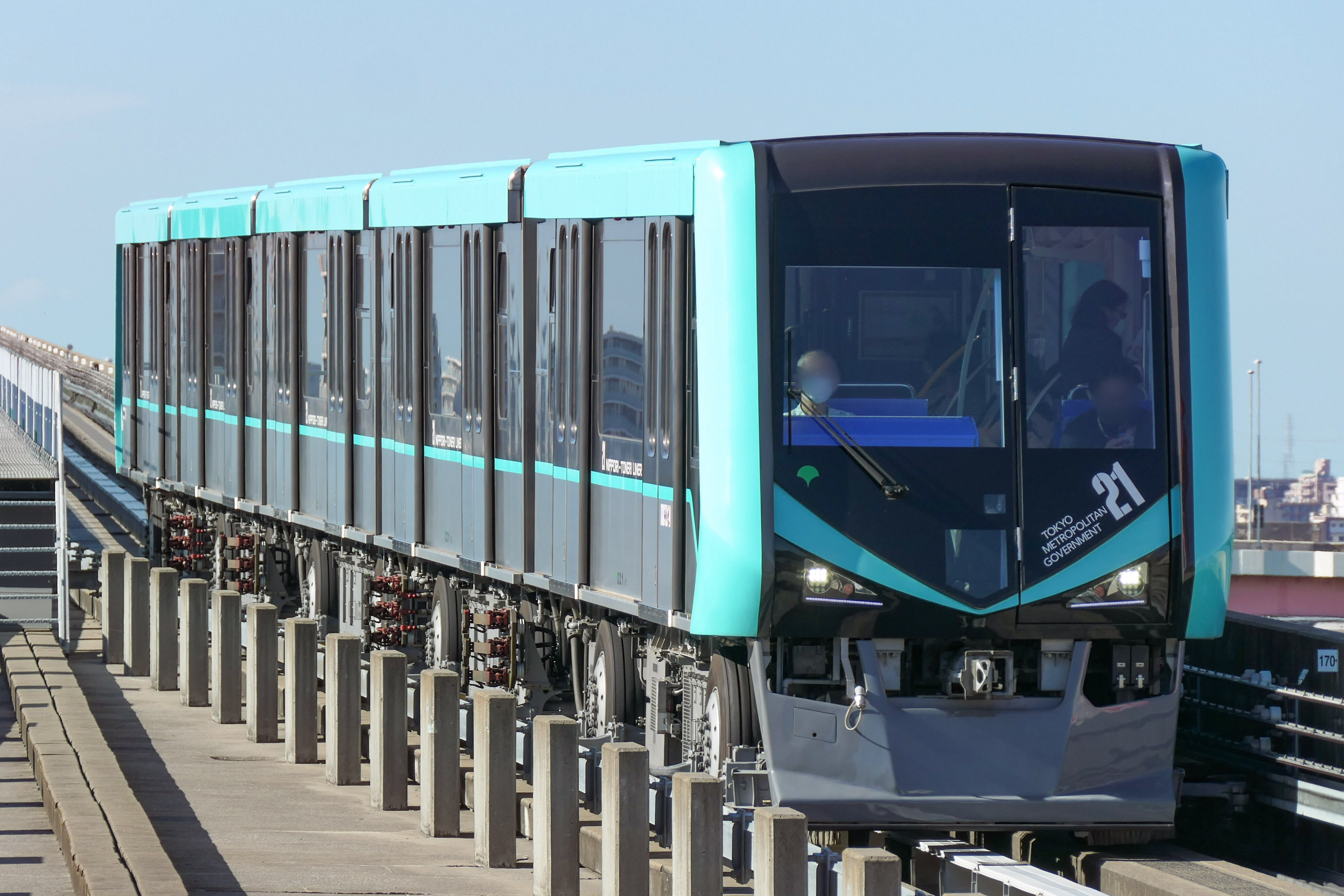
Serie 320 (Nippori-Toneri Liner)

## Historia
- 1911 (1 de agosto): La Ciudad de Tokio, adquirió la Compañía de Ferrocarriles de Tokio, obteniendo operación de los tranvías y de su suministro eléctrico.
- 1923 (1 de septiembre): Luego del Gran terremoto de Kantō, con el sistema tranviario destruido, se ponen a operar autobuses como medida de emergencia.
- 1942 (1 de febrero): Se promulga la ley de ajuste del transporte público terrestre. Unificando empresas por recorridos.
- 1942 (1 de abril): Se desprende del sector de distribución y producción energética.
- 1943 (1 de julio): Obtiene su actual nombre como Buró (u oficina) de transporte metropolitano de Tokio.
- 1952 (20 de abril): Comienzan a operar las líneas de trolebús.
- 1968 (20 de septiembre): Dejan de operar los servicios de trolebús.
- 1972 (12 de noviembre): Dejan de operar los servicios tranviarios, menos la actual línea Toden Arakawa
- 1977: Se lanza el billete de un día para el tranvía y autobús.[1]
- 1991 (1 de abril): Se muda a sus oficinas actuales, en el Edificio del Gobierno Metropolitano de Tokio
- 1993 (1 de noviembre): Se implementa la tarjeta magnética Tarjeta-T (Tカード T kādo?).
- 1994 (1 de octubre): Se implementa una tarjeta magnética para los servicios de bus (バス共通カード).
- 2000 (14 de octubre): Se implementa la tarjeta magnética Passnet (パスネット Pasunetto?).
- 2007 (14 de marzo): Se introduce la tarjeta PASMO y comienza a operar junto a SUICA.[2]
- 2008 (10 de enero):Se deja de operar con las tarjetas magnéticas Passnet (パスネット Pasunetto?).
- 2008 (30 de marzo): Apertura de la línea Nippori-Toneri Liner, un sistema de transporte público guiado automático.
- 2010 (31 de julio): La tarjeta magnética Tarjeta-T (Tカード T kādo?) deja de funcionar en los servicios de bus.[3]
- 2013 (23 de marzo): Las tarjetas Kitaca, PASMO, Suica, ICOCA, PiTaPa, nimoca, Hayakaken y SUGOCA se vuelven interoperables a nivel nacional.

## Medios de transporte

### Metro Toei
- Línea Toei Asakusa
- Línea Toei Mita
- Línea Toei Shinjuku
- Línea Toei Ōedo

### Trenes ligeros y guiados
- Monoriel del Zoológico de Ueno (opera solo dentro del Zoológico de Ueno)
- Línea Toden Arakawa (tranvía)
- Nippori-Toneri Liner (TPG)

### Autobuses
- Toei Bus (138 rutas o líneas)

## Generación eléctrica
- Dispone de centrales hidroeléctricas en 3 localidades y una represa en el río Tama
  - Represa Círculo Blanco (白丸ダム Shiromaru-damu?)
  - Hidroeléctrica Tamagawa I (多摩川第一 Tamagawa daiichi?)
  - Hidroeléctrica Tamagawa III (多摩川第三 Tamagawa-daisan?)
  - Hidroeléctrica Círculo Blanco (白丸 Shiromaru?)

## Organización
- Director general
- Director general adjunto
- Jefe de ingenieros
  - División de Asuntos Generales
    - Administración, Planificación, Gestión, Finanzas, Servicio al cliente y Sistema de información.

  - División de Personal
    - Recursos humanos, Trabajo y Entrenamiento.

  - División de Gestión de activos
    - Contaduría, Contratación, Negocios y Administración de recursos.

  - División Material rodante
    - Gestión, Ventas y Operación.

  - División Vehículos motorizados
    - Planificación, Vehículos y Ventas.

  - División Vehículos eléctricos
    - Gestión de vehículos, Comunicaciones y Señales

  - División Ingeniería Civil
    - Planificación, Mantenimiento de vías, construcción y mejoras.